# Réserve naturelle nationale de l'étang Saint-Ladre
La réserve naturelle nationale de l'étang Saint-Ladre (RNN40) est une réserve naturelle nationale située sur le territoire de la commune de Boves, dans le département de la Somme, dans les Hauts-de-France. Créée en 1979, elle occupe une surface de 13,4 ha et protège un étang et ses milieux périphériques en amont de la ville d'Amiens.

## Localisation

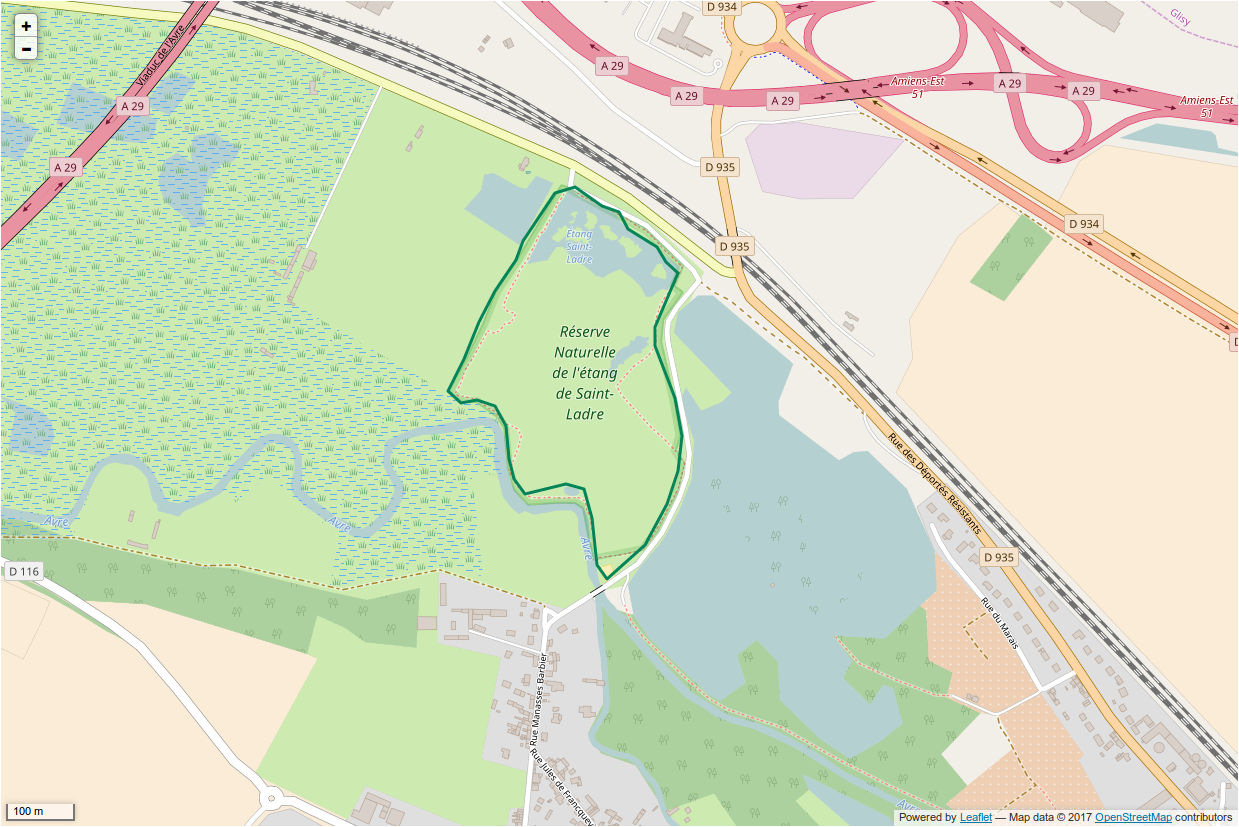
Périmètre de la réserve naturelle.

Aux portes de l'agglomération d'Amiens, la réserve naturelle de l'étang Saint-Ladre se situe dans la vallée de l'Avre, non loin de sa confluence avec la Somme. La réserve naturelle s'étend sur plus de 13,4 hectares du territoire de la commune de Boves.

## Histoire du site et de la réserve
Aux XVIIIe et XIXe siècles, les marais furent un lieu d'extraction de la tourbe utilisée comme source d'énergie pour le chauffage. L'eau chargée en calcaire était utilisée dans les prairies avoisinantes pour le blanchiment sur pré des tissus. Les hélophytes étaient fauchés pour fabriquer le chaume des toitures ou pour tapisser les sols humides. 
En 1979, l'Etat français y créa une réserve naturelle nationale, la première en Picardie. Depuis 1999, dans le cadre du réseau Natura 2000, le site fait partie d'un Site d'importance communautaire (SIC) : code FR 2 200 359.
Le 18 décembre 2017, le site, inclus dans l'ensemble, Marais et tourbières des vallées de la Somme et de l'Avre, a été reconnu au titre de la  Convention de Ramsar.

## Écologie (biodiversité, intérêt écopaysager…)

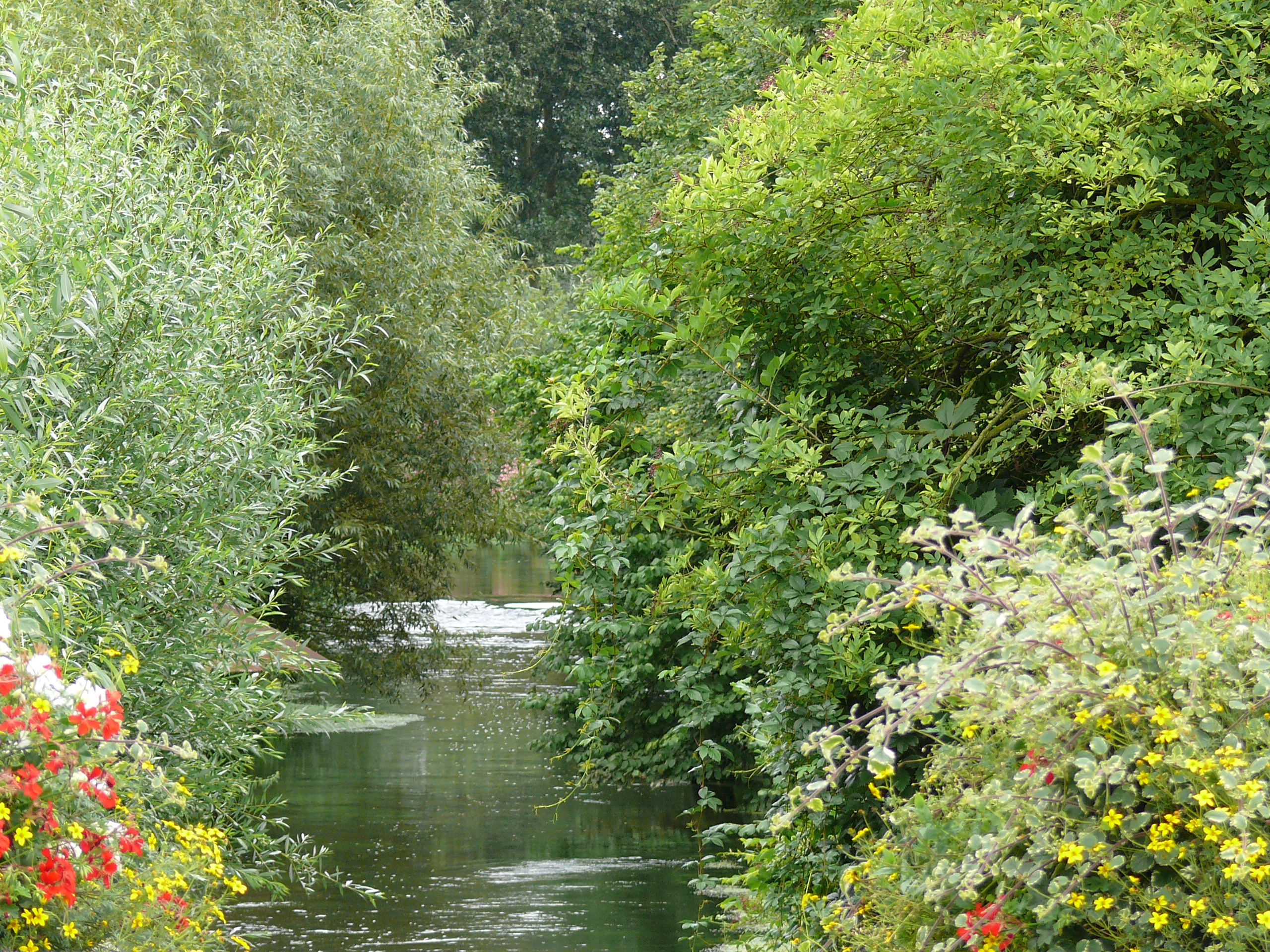
L'Avre

La réserve naturelle se situe dans la vallée tourbeuse de l’Avre, entre Boves et Longueau et contient une grande diversité de milieux naturels (marais, tourbières et roselières, mares et étang...). On y trouve en particulier des herbiers aquatiques qui témoignent de la qualité des eaux.
À la surface des plans d'eau se développent des « tremblants » ou radeaux flottants de végétation qui isolent la végétation de son substrat terrestre et permettent l'apparition d'espèces acidophiles en milieu alcalin comme les sphaignes.
Les bordures végétales sont constituées de fourrés de saules et de bois de bouleaux.

### Flore

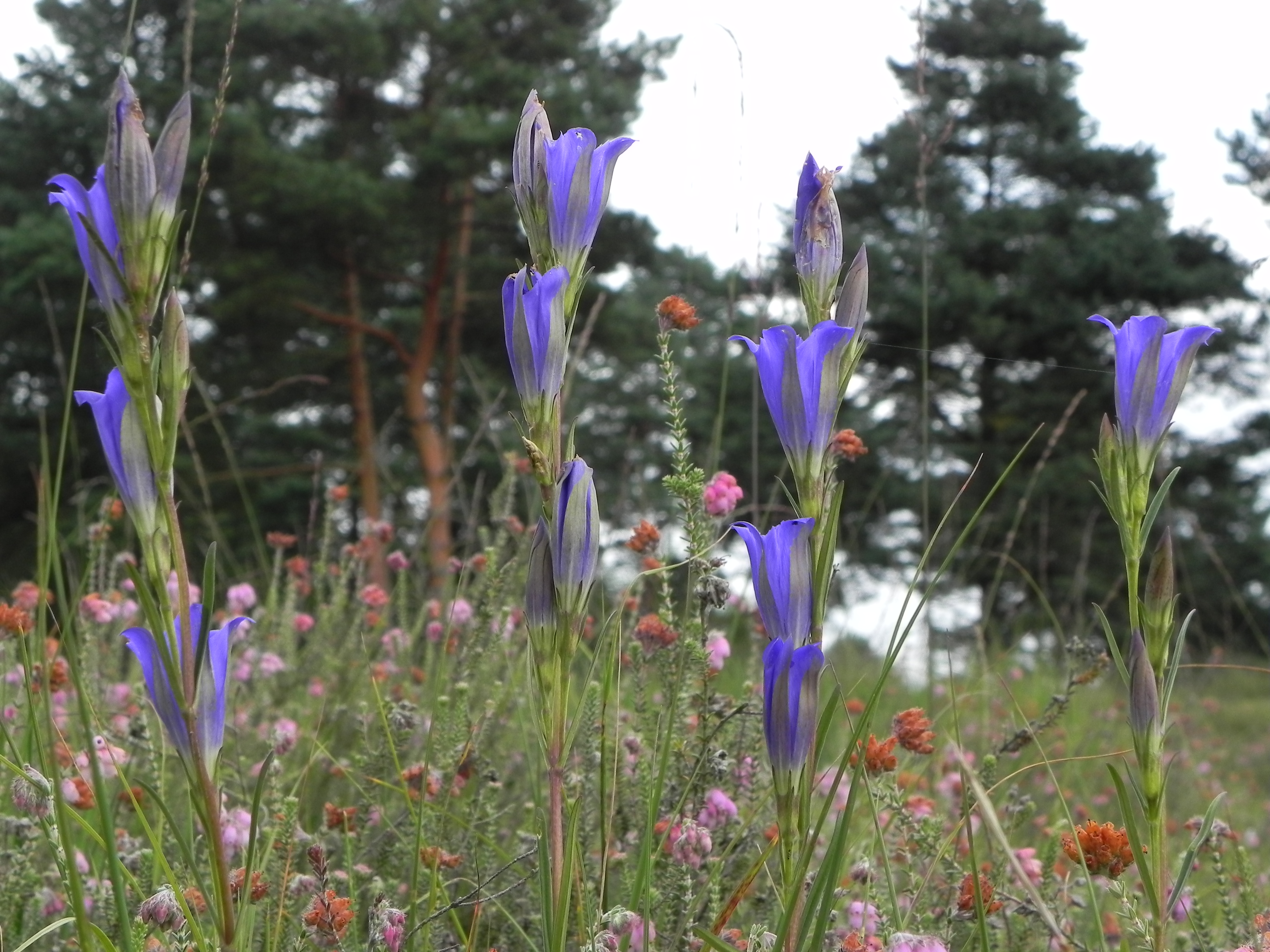
Gentiane pneumonanthe

La flore compte environ 280 espèces de plantes supérieures dont 4 sont rares à exceptionnelles en Picardie et 10 sont protégées.
On y trouve la Gentiane pneumonanthe, la Grande douve et le Nénuphar blanc.
On compte 10 espèces de sphaignes sur les tremblants.

### Faune

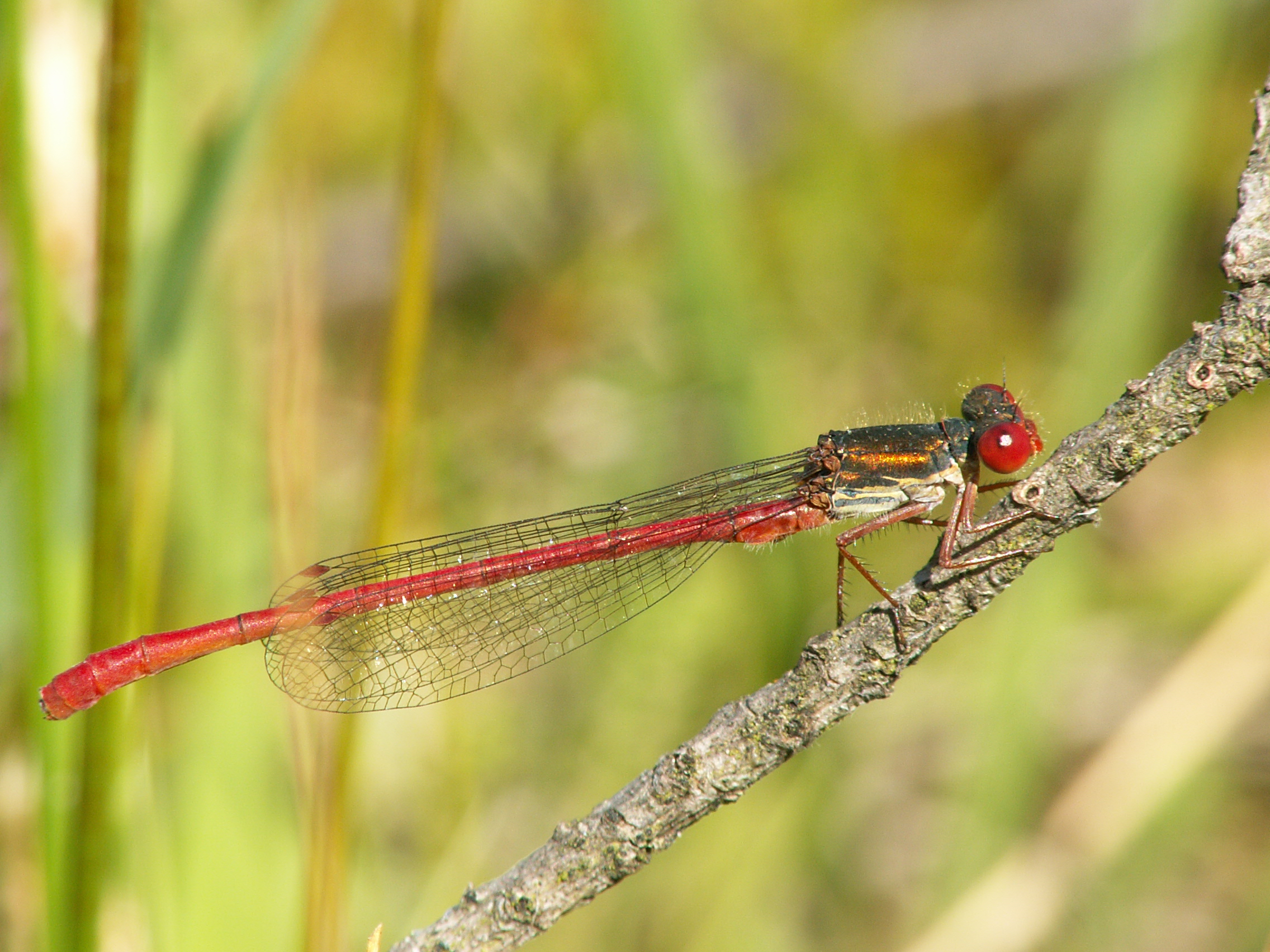
Agrion délicat

L'avifaune compte le Martin-pêcheur d’Europe, la Gorgebleue à miroir et la Rousserolle effarvatte.
Pour les insectes, on compte 27 espèces de libellules (dont l'Agrion délicat), 8 espèces d'orthoptères (sauterelles et criquets) et 18 espèces très rares de papillons.

## Intérêt touristique et pédagogique
Depuis septembre 2002, un circuit pédestre est balisé dès le panneau d'information près du Pont prussien. Depuis 2011, des visites gratuites se font en juillet et août les vendredis et les samedis 14 h 30 et 16 h 30. Des visites pour groupes sont possibles, se renseigner au chalet.

## Administration, plan de gestion, règlement
La gestion de la réserve naturelle a été confiée au Conservatoire des sites naturels de Picardie depuis 1993.

### Outils et statut juridique
La réserve naturelle a été créée par le décret du 11 septembre 1979 pour classement au titre de la Loi n°76-629 du 10 juillet 1976. Les terrains de la réserve sont la propriété de la commune de Boves.
Dans le cadre du réseau Natura 2000, depuis 1999, le site fait partie d'un SIC (code FR 2 200 359).